# Melween N’Dongala
Melween N’Dongala (* 6. September 2004 in Argenteuil) ist eine französische Fußballspielerin. Die Abwehrspielerin steht aktuell beim Paris FC unter Vertrag und spielt auch für die Nationalelf Frankreichs.

## Vereinskarriere
Melween N’Dongala begann schon früh, auf den Bolzplätzen ihres Wohnorts und in der Schule Fußball zu spielen. Als Zehnjährige schloss sie sich einem Amateurklub im nördlich der französischen Hauptstadt gelegenen Marly-la-Ville an – nicht unbedingt aus sportlichem Ehrgeiz, sondern „weil alle meine Freunde dort waren“. 2019 wechselte sie in die Jugendabteilung des Paris FC. Während der Saison 2021/22 setzte die Trainerin des Erstligateams von PFC, Sandrine Soubeyrand, die Siebzehnjährige bei En Avant Guingamp zum ersten Mal für knapp zwanzig Minuten in Frankreichs höchster Spielklasse ein. Dies blieb – abgesehen von einem fünfminütigen Auftritt in der Champions-League-Qualifikation anderthalb Jahre später – zunächst N’Dongalas einzige Spielpraxis auf hohem Niveau. Das änderte sich erst in der Spielzeit 2023/24, in der sie sich in der Liga, im Landes- und Europapokal zunehmend zur Stammspielerin auf der rechten Verteidigerposition entwickelte – ganz ähnlich wie Lou Bogaert, ihr nahezu gleichaltriges Pendant auf Paris’ linker Abwehrseite –, begünstigt auch dadurch, dass die fast zwanzig Jahre ältere Julie Soyer ihre lange Karriere bereits ausklingen ließ.
Melween N’Dongala hat auf der Außenbahn auch offensive Stärken, weshalb sie Sakina Karchaoui als ein Vorbild benennt. 2025 gewann sie bereits ihren ersten nationalen Titel, als der PFC, bei dem sie noch bis 2026 unter Vertrag steht, sich im Pokalfinale gegen den Lokalrivalen Paris Saint-Germain FC durchsetzte. Und nach lediglich zwei Spielzeiten in der Première Ligue wurde sie im Mai 2025 zudem auch zur A-Nationalspielerin (siehe unten).

### Stationen
- ES Marly-la-Ville (2015–2019)
- Paris FC (seit 2019)

## Nationalspielerin
Melween N’Dongala hat die Jahrgangs-Nationalauswahlen Frankreichs ab der U-16 durchlaufen. Für die U-16 bestritt sie 2020 drei Freundschaftsspiele, wurde anschließend in der U-17 aber nicht berücksichtigt. Dafür kam sie bei der U-19 im zweiten Halbjahr 2022 auf sechs Länderspiele, in denen sie auch einen Treffer erzielte.
2022 und 2023 fand sie in vier Partien der U-20 Frankreichs Berücksichtigung, gehörte aber bei der U-20-Weltmeisterschaft in Costa Rica (2022) nicht zum Aufgebot. 2024 schließlich stand N’Dongala bei der U-23 ihres Landes in vier Freundschaftsspielen auf dem Rasen.
Für die französische A-Nationalelf hat sie bisher sieben Länderspiele zu Buche stehen und darin noch keinen Treffer erzielt (Stand: 19. Juli 2025). Sie debütierte unter Nationaltrainer Laurent Bonadei im Mai 2025 bei dem 4:0-Sieg in der Nations League gegen die Schweiz und stand vier Tage später gegen Island bereits in der Startformation. Der Trainer nahm sie kurz danach auch in sein 23er-Aufgebot für die Europameisterschaft in der Schweiz auf.

## Palmarès
- Französische Pokalsiegerin: 2025

## Nachweise und Anmerkungen
1. 1 2  À la découverte de Melween N’Dongala vom 14. März 2025 bei fff.fr
2. ↑  Spieldatenblatt der Partie in Guingamp vom 26. Februar 2022 bei footofeminin.fr
3. ↑  Spieldatenblatt der Partie gegen Servette Genf vom 18. August 2022 bei footofeminin.fr
4. ↑  Le Paris FC officialise la prolongation de Melween N’Dongala ! vom 11. Februar 2024 bei womensports.fr
5. ↑  Die statistischen Angaben zu ihren internationalen Einsätzen entstammen Sombaths unter Weblinks angegebenen Datenblatt von der Site des Landesverbands FFF.

| Personendaten    | Personendaten                 |
| ---------------- | ----------------------------- |
| NAME             | N’Dongala, Melween            |
| KURZBESCHREIBUNG | französische Fußballspielerin |
| GEBURTSDATUM     | 6. September 2004             |
| GEBURTSORT       | Argenteuil, Frankreich        |